# Машкеев, Аукен Киясович
Аукен Киясович Машкеев (19 октября 1933, аул Кольбастау, Кегенский район, Алматинская область — 13 апреля 2024) — заслуженный деятель Казахстана (1998), академик Академии профилактической медицины Казахстана, профессор, доктор медицинских наук, лауреат государственной премии в области науки, заместитель председателя правления ОО «Союз педиатров» Казахстана, главный редактор журнала «Педиатрия и детская хирургия», главный научный сотрудник ГЭО НЦ педиатрии и детской хирургии Минздрава.

## Биография
Родился 19 октября 1933 года в ауле Кольбастау Кегенского района Алматинской области. Происходит из рода албан Старшего жуза.
В 1958 году окончил Казахский государственный медицинский институт, в 1960 году — двухгодичную клиническую ординатуру в НИИ педиатрии АМН СССР в Москве с защитой кандидатской диссертации по детской нефрологии (1964).
В 1966—1981 годах — заместитель директора по научной работе НЦПиДХ МЗ РК.
В 1985 году — главный врач областной детской больницы (г. Алма-Ата).
В 1985—1992 годах — директор НЦПиДХ МЗ РК.
В 1992—1994 годах — заместитель министра здравоохранения РК, курирующий управление по кадрам и медицинской науке.
Имел ряд патентов.
Умер 13 апреля 2024 года в возрасте 90 лет.

## Награды
- значок «Отличнику здравоохранения» (СССР) (1972)
- нагрудный знак «Изобретатель СССР» (1980)
- орден «Знак Почёта» (1982)
- медаль «Ветеран труда» (1987)
- почетное звание «Заслуженный деятель Казахстана» (1998)